# Friedrich Hofmann (Politiker, 1935)
Friedrich Hofmann (* 24. Februar 1935 in Sulzbach-Rosenberg; † 18. September 2013) war ein deutscher Politiker (SPD).

## Leben und Beruf
Nach dem Besuch der Volksschule absolvierte Hofmann eine Lehre als technischer Zeichner. Von 1949 bis 1968 war er bei verschiedenen Industriebetrieben als technischer Zeichner, Detail-Konstrukteur und technischer Angestellter tätig. Danach war er als Mitglied des Betriebsrates freigestellt. Ab 1974 war er bei der IG Metall, zuletzt als Geschäftsführer, in Duisburg tätig.
Hofmann gehörte seit 1966 der SPD an. Er war in zahlreichen Unterorganisationen der SPD tätig, so unter anderem von 1971 bis 1975 als Vorsitzender der Arbeitsgemeinschaft für Arbeit Duisburg und Mitglied des Bezirksvorstandes Niederrhein.

## Abgeordneter
Vom 30. Mai 1985 bis zum 1. Juni 2000 war Hofmann Mitglied des Landtags des Landes Nordrhein-Westfalen. Er wurde jeweils im Wahlkreis 070 Duisburg V bzw. im Wahlkreis 069 Duisburg IV direkt gewählt.
Von 1975 bis 1985 war er Mitglied des Rates der Stadt Duisburg.